# Podomyrma silvicola
Podomyrma silvicola är en myrart som beskrevs av Smith 1860. Podomyrma silvicola ingår i släktet Podomyrma och familjen myror.

## Underarter
Arten delas in i följande underarter:
- P. s. bicolor
- P. s. dimidiata
- P. s. silvicola